# Genouillé (Charente-Maritime)
Genouillé település Franciaországban, Charente-Maritime megyében. Lakosainak száma 889 fő (2022. január 1.). Genouillé Annezay, Moragne, Muron, Saint-Crépin, Tonnay-Charente, La Devise és Saint-Pierre-La-Noue községekkel határos.

## Népesség
A település népességének változása:
| Lakosok száma | 679  | 534  | 533  | 743  | 815  | 843  | 895  | 909  | 922  | 889  |
|               | 1968 | 1982 | 1990 | 2006 | 2013 | 2015 | 2017 | 2019 | 2020 | 2022 |